# Keysight Technologies
Keysight Technologies ist ein US-amerikanischer Messgeräte-Hersteller. Das Unternehmen ist die 2014 von Agilent Technologies ausgegliederte elektronische Messgeräte-Sparte und geht auf die 1939 gegründete Firma Hewlett-Packard zurück. Der Name setzt sich zusammen aus „Key“ (Schlüssel) und „Insight“ (Einblick, Kenntnis).

## Produkte
Hauptprodukte des Unternehmens sind Oszilloskope, Logikanalysatoren, Signalgeneratoren, Netzwerkanalystoren und Spektrumanalysatoren. Daneben bietet es Software zur Simulation von elektrischen Schaltungen für die Hochfrequenztechnik an (Advanced Design System). Ein weiterer Schwerpunkt ist die Entwicklung von Software für Anwendungen wie z. B. für die Automatisierung elektronischer Entwicklungen (EDA) durch ihre (EEsof-Sparte). Das Unternehmen beliefert hauptsächlich Hersteller aus den Branchen Telekommunikation, Computer und Halbleiter, Automobil und Energie, Luft- und Raumfahrt/Verteidigung sowie produzierende Industrie.

## Standorte in Deutschland
In Deutschland ist das Unternehmen unter der Firmierung Keysight Technologies Deutschland GmbH an den Standorten Böblingen (Hauptsitz), Bochum, Braunschweig, Dortmund und München-Oberhaching vertreten.
Am Hauptsitz in Böblingen, gegründet 1959 als erstes Werk von Hewlett-Packard in Europa, werden Testlösungen für den Automobilmarkt sowie Ausbau der optischen Netze und Rechenzentren entwickelt und vermarktet. Der Standort beherbergt auch F&E-, Marketing- und Produktionsaktivitäten für diese Bereiche, die deutsche Vertriebsorganisation, das europäische Reparatur- und Kalibrierungszentrum und Keysight's Infrastrukturorganisationen für Deutschland, einschließlich Human Resources, Finanzen und IT.
In Bochum, als zweitgrößter Standort in Deutschland beherbergt F&E-, Marketing- und Produktionsaktivitäten für Keysight's Automotive Energy Solutions.
In Deutschland sind rund 850 Mitarbeiter beschäftigt.

## Geschichte

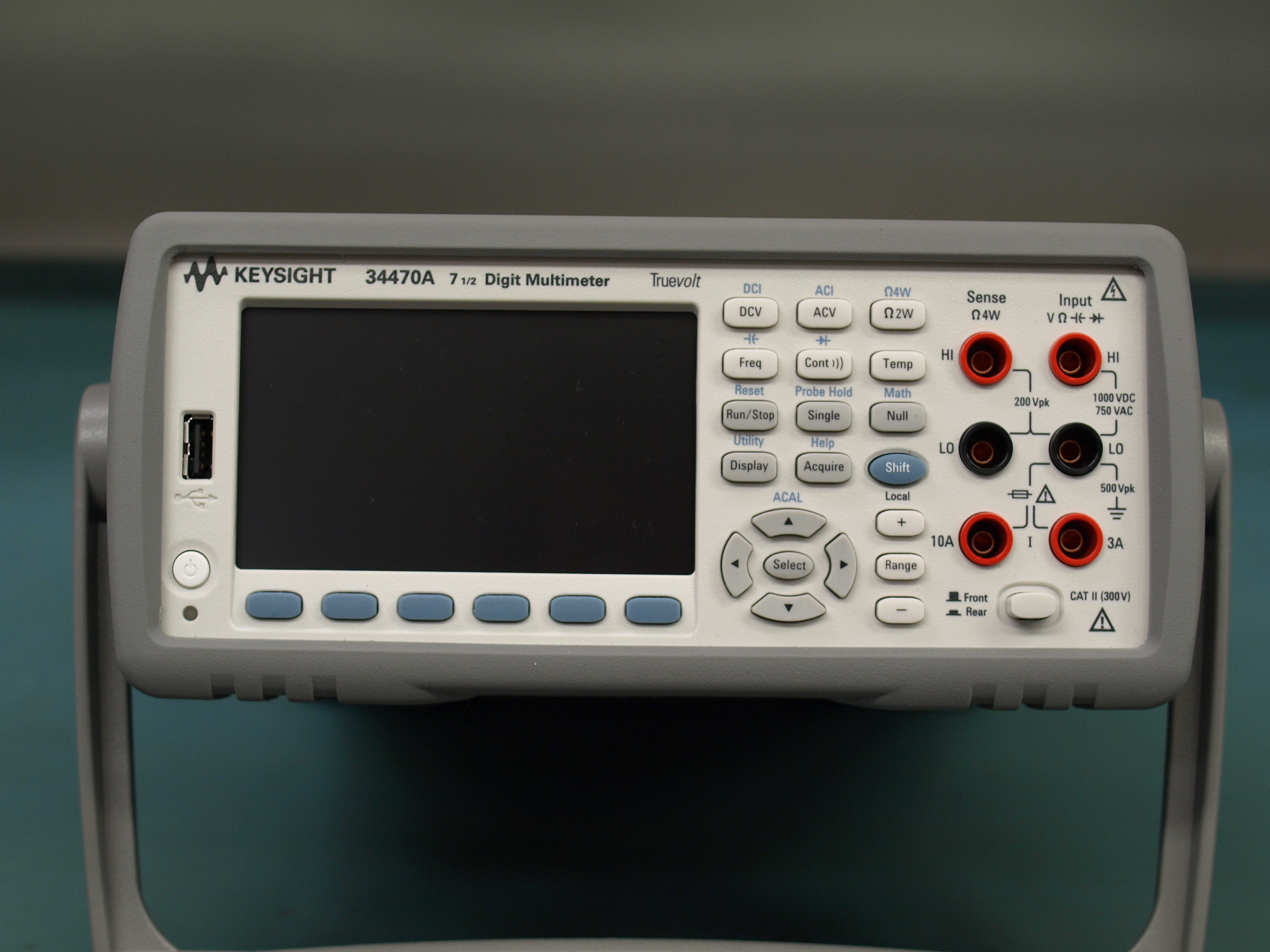
Keysight 34470A Digitalmultimeter

Vor seiner Existenz als unabhängiges Unternehmen war die Gruppe, aus der Keysight hervorging, die Abteilung für elektronische Test- und Messgeräte von Hewlett-Packard und später von Agilent. HP begann als ein Unternehmen, das elektronische Testgeräte herstellte, während die Computer- und Biowissenschaft erst später hinzukamen.
Im Jahr 1999 gliederte HP alle Test- und Messprodukte in Agilent aus und behielt das Computer- und Druckergeschäft bei.
Am 1. November 2014 wurde die formelle Entflechtung von Agilent und Keysight Technologies vollzogen, wobei Agilent das Life-Science-Geschäft behielt.
Im Juni 2015 gab Keysight bekannt, dass es das britische Unternehmen Anite PLC im Wert von 607 Millionen Dollar übernehmen würde.
Im Jahr 2017 übernahm Keysight das Unternehmen Ixia für rund 1,6 Milliarden US-Dollar.
Am 31. August 2017 erwarb Keysight für 60 Millionen US-Dollar das Bochumer Technologieunternehmen Scienlab Electronic Systems, um seine Position in der Elektroautomobilindustrie auszubauen.
Im Oktober 2017 wurde der Hauptsitz des Unternehmens durch einen Waldbrand in Kalifornien, das sogenannte Tubbs Fire beschädigt.
Im Juli 2018 erwarb Keysight eine Tochtergesellschaft der Thales Group, Thales Calibration Services in Melbourne, Australien.
Am 25. Juni 2020 erwarb Keysight die Firma Eggplant für 330 Millionen US-Dollar von der Carlyle Group.